# Сімон Депре
Сімон Депре (фр. Simon Després; 27 липня 1991, м. Лаваль, Канада) — канадський хокеїст, захисник. Виступає за «Анагайм Дакс» у Національній хокейній лізі.
Виступав за «Сейнт-Джон Сі-Догс» (QMJHL), «Вілкс-Барре/Скрентон Пінгвінс» (АХЛ), «Піттсбург Пінгвінс».
В чемпіонатах НХЛ — 160 матчів (6+33), у турнірах Кубка Стенлі — 18 матчів (1+6).
У складі молодіжної збірної Канади учасник чемпіонату світу 2011. У складі юніорської збірної Канади учасник чемпіонату світу 2009.
Досягнення
- Срібний призер молодіжного чемпіонату світу (2011).